# Комков, Михаил Васильевич
Михаил Васильевич Комков (1948—2015) — советский футболист и хоккеист с мячом, тренер.

## Карьера
Родился 29 ноября 1948 года в Уральске. В школьные годы был разносторонним спортсменом, увлекался борьбой, легкой атлетикой, летним многоборьем. Был членом сборной области по этим видам спорта. Воинскую службу проходил в спортивной роте в городе Алма-Ате.
Профессиональную спортивную карьеру начал после службы в армии. Был принят в футбольную команду «Уралец», был одним из лучших нападающих.[уточнить] Наибольших успехов добился в хоккее с мячом. В 1976—1984 годах был основным игроком в команде «Геолог», где забил более 150 голов. Был первым игроком «Уральца», перешагнувшим порог в 100 годов.
С 1980 года работал тренером-преподавателем по хоккею с мячом. Через полгода возглавил Уральскую областную ДЮСШ, став директором, и руководил ею до 1997 года. В 1997—1999 годах работал главным тренером команды «КазахГаз» и национальной сборной Казахстана по хоккею с мячом. Воспитал большое количество хоккеистов, выступающих в чемпионатах Казахстана и России.
Умер в январе 2015 года в Уральске.